# Cartel de la Costa
El Cartel de la Costa o Cartel de la Costa Atlántica fue una organización delictiva dedicada a la fabricación y tráfico de droga que funcionó en el norte de Colombia entre los años 1980 y 1998. 
El cartel controlaba gran parte del comercio de drogas en la Región Caribe y manejaba rutas hacia otros países del Caribe y Centroamérica. Su centro de operaciones estuvo inicialmente en Santa Marta y el norte de la Sierra Nevada de Santa Marta, y luego pasó a Barranquilla.
La organización de narcotraficantes operó inicialmente de manera autónoma durante la época marimbera, luego con la irrupción de poder del cartel de Medellín, Escobar asignó la región Caribe como franquicia territorial al "Mono" Abello. Al caer el cartel de Medellín, el cartel de Cali asignó las rutas del Caribe como franquicia territorial a Orlández Gamboa. 
El cartel se disipó en 1998 debido a las capturas, muertes de integrantes y la irrupción del Bloque Norte de las AUC en la región. El Bloque Norte de las AUC se apropió de las rutas del narcotráfico del cartel de la Costa y se las encargó a los paramilitares José Pablo Díaz (asesinado en 2003) y Édgar Ignacio Fierro Flórez, alias "Don Antonio".

## El Mono Abello
El cartel de la Costa nació a finales de la década de 1970 con la asociación de varios grupos de contrabandistas y marimberos de La Guajira, el Magdalena y el Cesar, que luego se dedicarían al tráfico de drogas durante las décadas de 1980 y 1990. En la década de 1980, el jefe del cartel de la Costa fue José Rafael Abello Silva, alias "Mono Abello", ligado también al cartel de Medellín.

## El Caracol
Tras la captura y extradición a Estados Unidos del entonces jefe del cartel de la Costa, José Rafael Abello Silva, alias "Mono Abello", el máximo líder pasó a ser Alberto Orlández Gamboa, conocido por el alias de "El Caracol".
Gamboa y su lugarteniente en el cartel Wildron Gabriel Daza Mejía, alias "Gabi Daza" (asesinado en 2011), realizaron alianza con expolicías para potenciar bandas criminales como "Los Alcatraces" que cometieron todo tipo de crímenes sicariales en Barranquilla entre 1993 y 1997.

### Purgas internas en el cartel de la Costa (1992)
Según la revista Semana, en octubre de 1992, el narco Salomón Camacho Mora y sus socios perdieron un cargamento de 100 kilos de cocaína que iba con destino al estado de Massachusetts, pero la droga no llegó, por lo que empezaron guerras internas en el cartel con alias "El Caracol", contra Camacho, y los hermanos Durán Fernández.

### Operación 'Alcatraz' (1993)
El 27 de enero de 1993, las autoridades colombianas llevaron a cabo la 'Operación Alcatraz' en Barranquilla. Orlández Gamboa fue capturado junto a otros 22 individuos sospechosos de pertenecer al cartel de la Costa. Alias "El Caracol" fue enviado a la cárcel La Modelo de Bogotá bajo cargos de homicidio y narcotráfico. La Fiscalía General de la Nación le dictó medida de aseguramiento como detención preventiva el 26 de febrero de 1994 por "narcotráfico, porte ilegal de armas y conformación de grupos de sicarios.", y luego el 24 de agosto del mismo año, detención por "homicidio".
El 27 de octubre de 1994, Orlández Gamboa fue dejado en libertad por la justicia colombiana por falta de pruebas y preclusión.
Sin embargo, Gamboa siguió vinculado por las autoridades colombianas a varias investigaciones, entre las que estaba el asesinato de sus exsocios, los hermanos Jairo Durán Fernández, alias "El Mico" y su hermano, el exrepresentante a la Cámara por el Magdalena, Alex Durán Fernández. "El Mico" Durán, asesinado en Bogotá el 17 de octubre de 1992, estuvo casado con la ex-Señorita Colombia, Maribel Gutiérrez Tinoco.

## Debilitamiento
A mediados de la década de 1990 el cartel fue debilitado debido a las capturas por parte de las autoridades colombianas y su territorio empezó a ser copado por otros agentes ilegales, y narcotraficantes en su mayoría ligados al cartel del Norte del Valle y narcoparamilitares del Bloque Norte de las Autodefensas Unidas de Colombia (AUC). El jefe narcoparamilitar Rodrigo Tovar Pupo, alias "Jorge 40", tomó control de la región y designó a Miguel Villareal Archila, alias "Salomón", como jefe narcoparamilitar en la zona entre las ciudades de Barranquilla y Cartagena. En el departamento del Atlántico fue designado el narcoparamilitar Édgar Fierro Flórez, alias "Don Antonio". Varios miembros de Los Alcatraces pasaron a las filas de las AUC.

## Integrantes

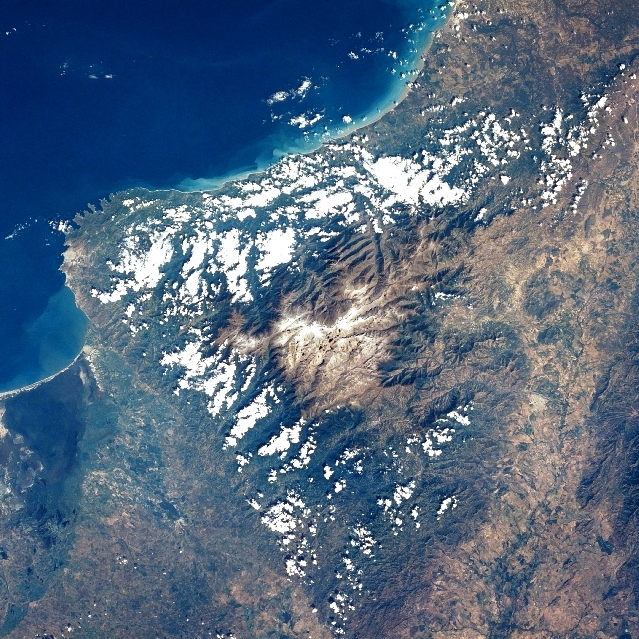
El principal centro de producción de drogas en la región ha sido la Sierra Nevada de Santa Marta por su posición estratégica en el mar Caribe.

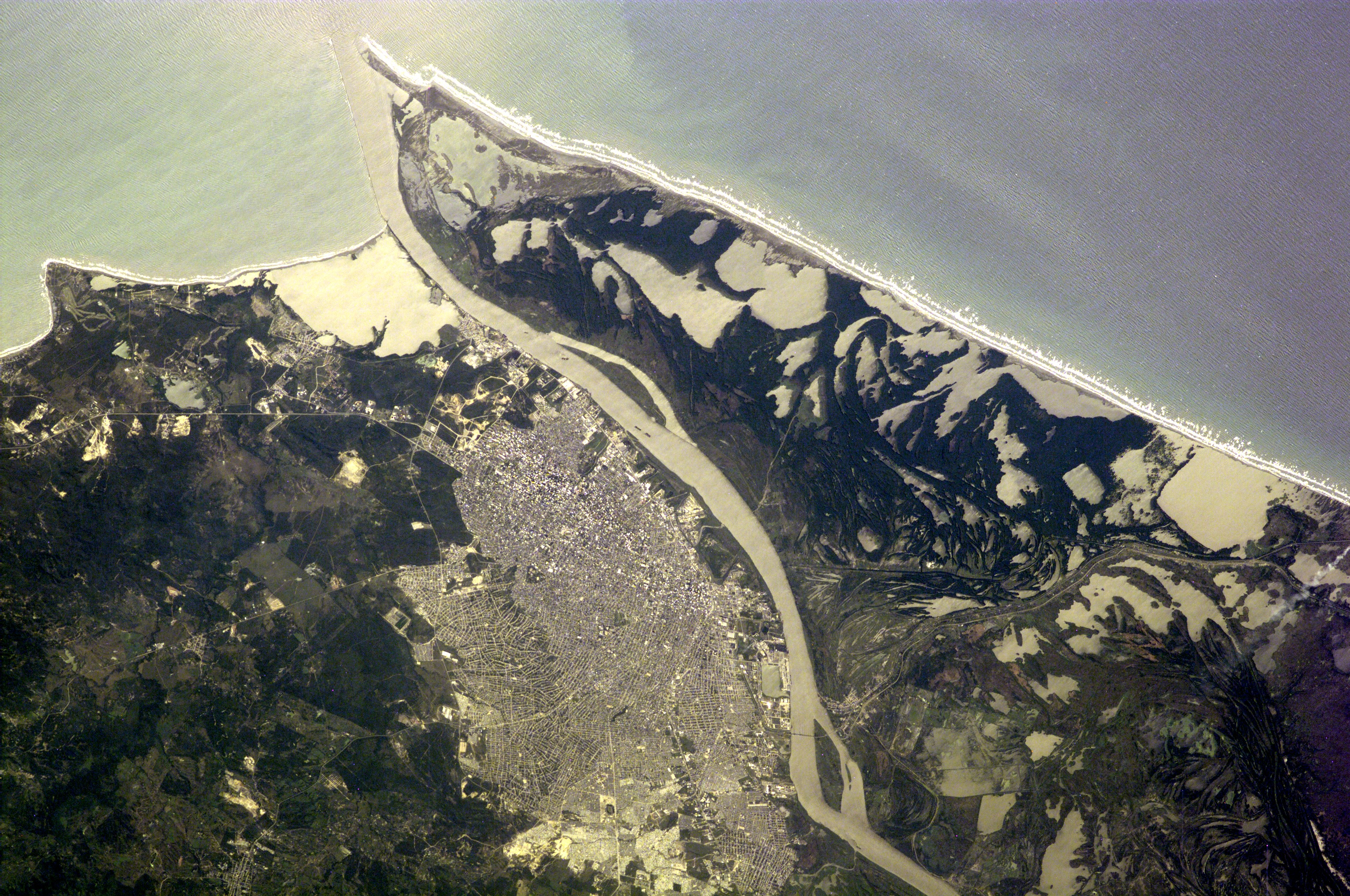
Barranquilla se convirtió en epicentro logístico para el narcotráfico al tener un gran flujo tanto fluvial como marítimo en su puerto, y adicionalmente tener un aeropuerto internacional.

- José Rafael Abello Silva, alias "Mono Abello": Fue el primer jefe del Cartel de la Costa, con base en Santa Marta.[12] Fue también miembro del Cartel de Medellín. Fue capturado en 1987 y extraditado a Estados Unidos.[13] Volvió a Colombia en 2007. En 2023 fue capturado por presuntas amenazas a una juez.

- Salomón Camacho Mora alias "Papa Grande": Segundo al mando del Cartel de la Costa y socio del Cartel de La Guajira. También tuvo vínculos con el cartel de Medellín.[14] Fue capturado en Venezuela en 2010 y extraditado a Estados Unidos donde purgó una condena de 11 años de prisión, pero fue liberado en 2019.[15]

- Alberto Orlández Gamboa, alias "El Caracol": Segundo y último jefe del Cartel de la Costa, detenido en Barranquilla junto a sus principales hombres, Ernesto Tavera, Roger Eliécer Pombo, Jorge Fajardo, Carlos Núñez, Édgar Sánchez y Miguel Alzate, el 23 de enero de 1993 y dejado en libertad el 26 de octubre de 1994.[16][17] Fue recapturado el 6 de junio de 1998 en Barranquilla en el marco de la Operación Alcatraz.[18][19] El 18 de agosto de 2000 fue extraditado a Estados Unidos, y el 10 de marzo de 2003 se declaró culpable de delitos relacionados con el tráfico de cocaína a Estados Unidos y lavado de activos. En mayo de 2005 fue sentenciado a 40 años de prisión por un juez federal estadounidense,[20][21][22][23] Fue socio del clan Nasser Arana junto con Roger Pombo Ortega, Germán Libonatty, Jattin Arnulfo Pinto Vásquez y Julio César Anicchiarico.[23][24]

- Libardo Parra, alias "El Flaco" o "El Guajiro": Lugarteniente de Orlández Gamboa. También lideró el "Cartel de la Tierra".[25] Parra fue extraditado en 2007 a Estados Unidos y había regresado a Barranquilla en 2016 al terminar su condena. Fue asesinado en Barranquilla el 10 de febrero de 2021 dentro de un supermercado local.[26][27]

- José Reinaldo Fiallo Jácome, alias "El Nano": Ordenó el homicidio del cantante vallenato del Binomio de Oro, Rafael Orozco, hecho ocurrido el 11 de junio de 1992 en Barranquilla, y cometido por su escolta Sergio González, alias Tato. Fiallo y González fueron asesinados en un restaurante de Medellín el 18 de noviembre de 1992 por órdenes de Pablo Escobar.[28]

- Hermanos Durán Fernández: Jairo, alias "El Mico", quien en 1991 había contraído matrimonio con la ex Señorita Atlántico y ex Señorita Colombia Maribel Gutiérrez Tinoco, fue el responsable de corromper el Concurso Nacional de Belleza de 1990 en favor de su entonces novia.[29] En enero de 1992, el juez español Baltazar Garzón había acusado a los hermanos Álex (representante a la Cámara por Magdalena) y Jairo Durán Fernández por tráfico de cocaína y lavado de dólares tras un fallido envío de droga de Colombia a España. Según los informes de inteligencia, Jairo se encargaba de recibir y embarcar la droga, y Álex, el cerebro de la operación, hacía los contactos en Colombia y en el exterior para asegurar la salida de la droga. El 27 de octubre de 1992, Jairo Durán fue asesinado en Bogotá, muerte sobre la que se manejaron dos hipótesis: la primera, que había sido ajusticiado por órdenes de la guerrilla de las FARC, que lo responsabilizaba de la formación de grupos paramilitares en el Magdalena,[30] y la segunda que su asesinato había sido producto de una vendetta entre narcotraficantes ordenada por Alberto Orlández "El Caracol", a causa de la negativa de Durán y de su hermano, Álex Durán, a responsabilizarse económicamente de la pérdida del envío de un cargamento de 100 kilos de cocaína a los mercados de Massachusetts.[31] Cuatro meses después de la muerte de Jairo Durán, en febrero de 1993, fue asesinado su hermano Álex, quien estaba acusado de narcotráfico por la justicia española y señalado como el cerebro de la organización. Al final se esclareció que el motivo del asesinato de los Durán obedeció a la vendetta mafiosa y no a una retaliación de las FARC, a quienes su familia había acusado ante la posibilidad de que el representante Durán fuera vinculado con tráfico de narcóticos. En 1994 también fue asesinado su hermano menor Carlos Durán Fernández.[16][32]

- Clan Nasser Arana: Encabezado por Julio César Nasser David, alias El Turco, y su exesposa Sheila Arana María (divorciados en 1984). Fueron dueños de numerosas propiedades en Barranquilla y la Costa, entre ellas, el Hotel El Prado, actualmente en poder del Estado colombiano mediante extinción de dominio.[33] Los Nasser Arana fueron pioneros de la bonanza marimbera en los años 1970. Arana fue capturada en Suiza en febrero de 1994 y extraditada a Estados Unidos en enero de 1995. Sheila confesó haber sido responsable de realizar el envío a Estados Unidos de unos treinta embarques de cocaína y marihuana entre 1976 y 1994; quedó en libertad en 2002.[34][35][36] Nasser David fue capturado en 1997[23] y murió en la cárcel La Picota de Bogotá en noviembre de 2000 por causas naturales estando preso por narcotráfico.[37][38] Su hijo Jorge Nasser Arana, alias "Tito", dueño de la desaparecida bolera "Tito's Bolos Club", fue capturado en Barranquilla en 1998 y enviado a Bogotá, donde permaneció en la cárcel La Picota hasta septiembre de 2000, cuando quedó libre por vencimiento de términos. Esta decisión fue posteriormente revocada y en noviembre de ese año se presentó en la cárcel Modelo de Barranquilla para cumplir una nueva orden de captura. Allí permaneció hasta mediados de marzo de 2001 cuando un juez especializado de Bogotá le dictó fallo absolutorio junto a sus hermanos Claudia y Carlos Alberto Nasser Arana, alias "Capeto", por los delitos de enriquecimiento ilícito y lavado de activos. 20 días después de su absolución fue asesinado por pistoleros en abril de 2001 al salir de un gimnasio en Barranquilla.[37][39]
- Samuel Orlando Mengual Alarcón: Oriundo del corregimiento de Camarones, La Guajira. Capturado el 4 de abril de 1994 por vínculos con los carteles de la droga y miembros de la familia Valdeblánquez vinculados con el narcotráfico. Fue señalado de haber ayudado al jefe de sicarios del Cartel de Medellín, Dandeny Muñoz Mosquera, alias La Quica, a salir del país. Fue asesinado en 1995 mientras purgaba una pena en la cárcel Modelo de Bogotá.[40][41]

### Otros miembros
- Cruz Antonio González Peña, alias Crucito González: Fue asesinado en 1998 en la desaparecida discoteca Champagne Vallenato de Barranquilla, donde fue acribillado con armas de largo alcance junto a otras seis personas por un sicario. González había sido colaborador de Orlández Gamboa.[42][43]

- Gustavo Salazar Bernal: Fue asesinado en su natal Cartagena por el sicario Jhon Freddy Orrego Marín, presumiblemente porque "perdió" un embarque de drogas propiedad de Los Mellizos enviado a Europa. Su hermano Fernando Salazar Bernal también fue asesinado por el Cartel del Norte del Valle.[42]

- Alexander Enrique Batalla, alias El Alto, Jesucristo o Álex: Antiguo colaborador de Orlández Gamboa, "El Caracol", y jefe de una organización de tráfico de heroína que contaba con técnicos aeronáuticos en aeropuertos de Colombia y Estados Unidos para introducir la droga a ese país. Extraditado en 2010, recuperó la libertad en 2016.[44]